# Dorheim (Neuental)
Dorheim ist mit rund 130 Einwohnern der kleinste Ortsteil der Gemeinde Neuental im nordhessischen Schwalm-Eder-Kreis.

## Geographische Lage
Der Ort liegt im südöstlichen Teil der Gemeinde zwischen zwei Quellarmen des Merrebachs. Südwestlich des Ortes erhebt sich der 343 m hohe ehemalige Burgberg Landsburg, auf dem heute Basalt abgebaut wird.
Nachbarorte sind Michelsberg im Südosten, Schlierbach im Südwesten, Waltersbrück im Nordwesten und Neuenhain im Nordosten.

## Geschichte

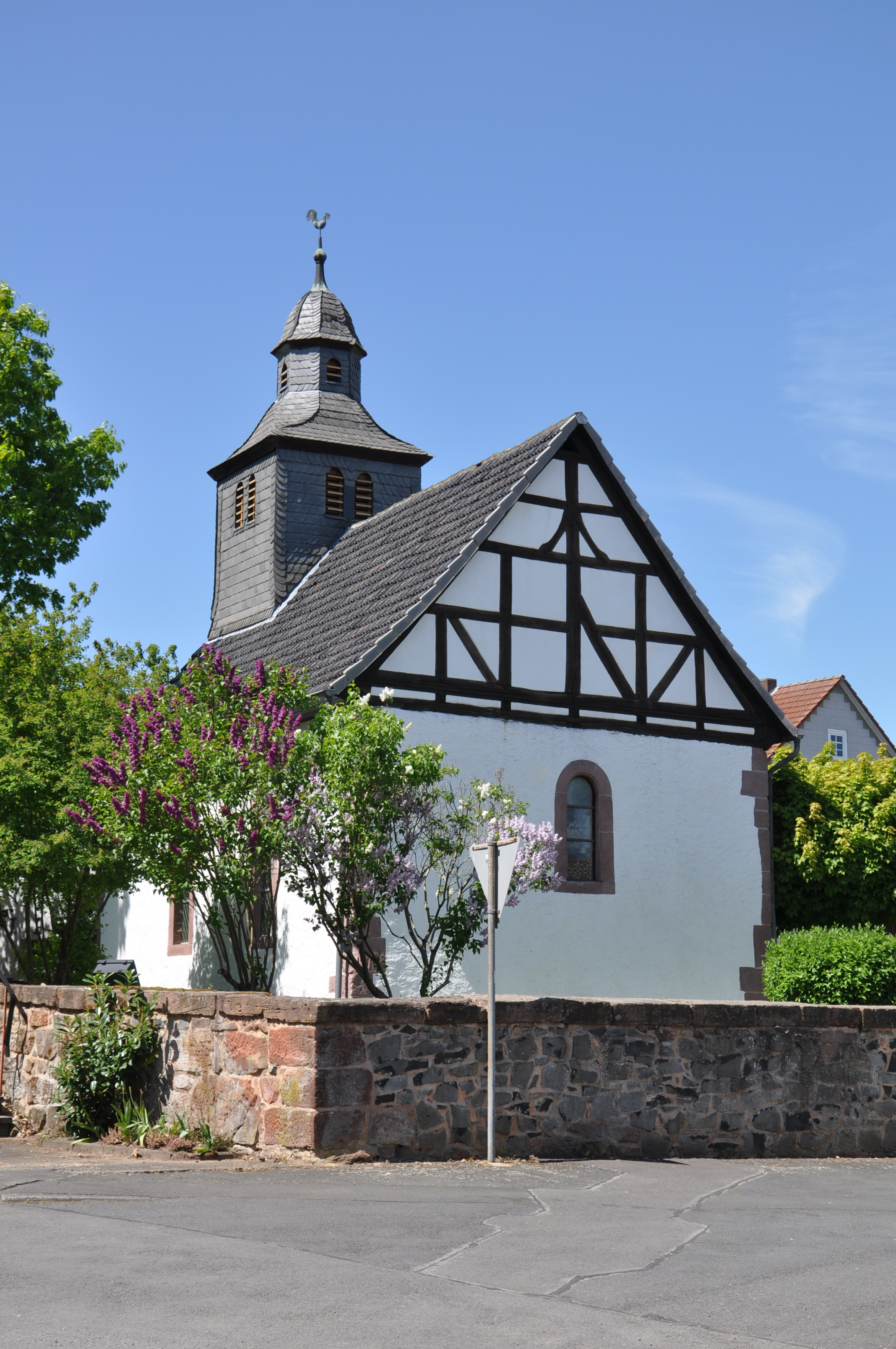
Evangelische Kirche in Dorheim

Dorheim wurde, soweit bekannt, zwischen 1205 und 1216 als Turnheim in einem Dokument des Klosters Haina erstmals erwähnt. Das Dorf gehörte zum Gericht Waltersbrück und ab dem 16. Jahrhundert zum hessischen Amt Borken. 1821 kam Dorheim zum Kreis Fritzlar, der 1932 im Kreis Fritzlar-Homberg (1939 umbenannt in Landkreis Fritzlar-Homberg) und 1974 im Schwalm-Eder-Kreis aufging.
Die evangelische Kirche im Ortszentrum ist romanischen Ursprungs und wurde laut einer Chronik bereits im 14. Jahrhundert nennenswert umgebaut. Nach der Reformation war Dorheim Filialgemeinde von Allendorf an der Landsburg, später von Bischhausen, Zimmersrode, erneut von Allendorf, dann von Dillich und schließlich seit etwa 1900 von Schlierbach.
Im Zuge der Gebietsreform in Hessen wurde die bis dahin selbständige Gemeinde zum 31. Dezember 1971 auf freiwilliger Basis in die neue Gemeinde Neuental eingegliedert. Für den Ortsteil Dorheim wurde, wie für die übrigen Ortsteile Neuentals, ein Ortsbezirk mit Ortsbeirat und Ortsvorsteher nach der Hessischen Gemeindeordnung eingerichtet.

## Bevölkerung
Einwohnerstruktur 2011
Nach den Erhebungen des Zensus 2011 lebten am Stichtag, dem 9. Mai 2011, in Dorheim 126 Einwohner. Darunter waren keine Ausländer.
Nach dem Lebensalter waren 15 Einwohner unter 18 Jahren, 45 zwischen 18 und 49, 27 zwischen 50 und 64 und 39 Einwohner waren älter. Die Einwohner lebten in 51 Haushalten. Davon waren 12 Singlehaushalte, 12 Paare ohne Kinder und 24 Paare mit Kindern, sowie 3 Alleinerziehende und keine Wohngemeinschaften. In 30 Haushalten lebten ausschließlich Senioren und in 87 Haushaltungen lebten keine Senioren.
Einwohnerentwicklung
| Quelle: Historisches Ortslexikon |                |
| • um 1570:                       | 26 Hausgesesse |
| • 1724:                          | 43 Personen    |
| • 1742:                          | 23 Häuser      |
| • 1747:                          | 25 Hausgesesse |

| Dorheim: Einwohnerzahlen von 1800 bis 2016 | Dorheim: Einwohnerzahlen von 1800 bis 2016 | Dorheim: Einwohnerzahlen von 1800 bis 2016 | Dorheim: Einwohnerzahlen von 1800 bis 2016 | Dorheim: Einwohnerzahlen von 1800 bis 2016 |
| --- | ------------------------------------------ | ------------------------------------------ | ------------------------------------------ | ------------------------------------------ |
| Jahr |                                            |                                            |                                            | Einwohner                                  |
| 1800 | 1800                                       |                                            | ?                                          | ?                                          |
| 1834 | 1834                                       |                                            | 209                                        | 209                                        |
| 1840 | 1840                                       |                                            | 221                                        | 221                                        |
| 1846 | 1846                                       |                                            | 209                                        | 209                                        |
| 1852 | 1852                                       |                                            | 216                                        | 216                                        |
| 1858 | 1858                                       |                                            | 218                                        | 218                                        |
| 1864 | 1864                                       |                                            | 223                                        | 223                                        |
| 1871 | 1871                                       |                                            | 202                                        | 202                                        |
| 1875 | 1875                                       |                                            | 200                                        | 200                                        |
| 1885 | 1885                                       |                                            | 189                                        | 189                                        |
| 1895 | 1895                                       |                                            | 197                                        | 197                                        |
| 1905 | 1905                                       |                                            | 190                                        | 190                                        |
| 1910 | 1910                                       |                                            | 178                                        | 178                                        |
| 1925 | 1925                                       |                                            | 206                                        | 206                                        |
| 1939 | 1939                                       |                                            | 181                                        | 181                                        |
| 1946 | 1946                                       |                                            | 298                                        | 298                                        |
| 1950 | 1950                                       |                                            | 289                                        | 289                                        |
| 1956 | 1956                                       |                                            | 226                                        | 226                                        |
| 1961 | 1961                                       |                                            | 222                                        | 222                                        |
| 1967 | 1967                                       |                                            | 219                                        | 219                                        |
| 1980 | 1980                                       |                                            | ?                                          | ?                                          |
| 1990 | 1990                                       |                                            | ?                                          | ?                                          |
| 2000 | 2000                                       |                                            | ?                                          | ?                                          |
| 2011 | 2011                                       |                                            | 126                                        | 126                                        |
| 2016 | 2016                                       |                                            | 133                                        | 133                                        |
| Datenquelle: Historisches Gemeindeverzeichnis für Hessen: Die Bevölkerung der Gemeinden 1834 bis 1967. Wiesbaden: Hessisches Statistisches Landesamt, 1968. Weitere Quellen: LAGIS; Gemeinde Neuental, Zensus 2011 |                                            |                                            |                                            |                                            |

Historische Religionszugehörigkeit
| Quelle: Historisches Ortslexikon | |
| • 1861:                          | alle Einwohner evangelisch-reformiert                                                                          |
| • 1885:                          | 189 evangelische (= 99,47 %), keine katholischen, ein anderes christliche-konfessioneller (= 0,53 %) Einwohner |
| • 1961:                          | 209 evangelische (= 92,14 %), 13 katholische (= 5,86 %) Einwohner                                              |

Historische Erwerbstätigkeit
| • 1961 | Erwerbspersonen: 72 Land- und Forstwirtschaft, 26 Produzierendes Gewerbe, 14 Handel und Verkehr, 4 Dienstleistungen und Sonstiges |

## Politik
Für Dorheim besteht ein Ortsbezirk (Gebiete der ehemaligen Gemeinde Dorheim) mit Ortsbeirat und Ortsvorsteher nach der Hessischen Gemeindeordnung. Der Ortsbeirat besteht aus fünf Mitgliedern.
Bei den Kommunalwahlen in Hessen 2021 betrug die Wahlbeteiligung zum Ortsbeirat Dorheim 77,24 %. Alle Kandidaten gehörten der „Gemeinschaftsliste Dorheim“ an. Der Ortsbeirat wählte Benjamin Veith zum Ortsvorsteher.